# Farzaneh Rezasoltani
Farzaneh Rezasoltani (* 13. September 1985 in Teheran) ist eine ehemalige iranische Skilangläuferin.

## Werdegang
Rezasoltani trat von 2011 bis 2021 meist bei FIS-Rennen an. Bei den nordischen Skiweltmeisterschaften 2013 im Val di Fiemme belegte sie den 95. Platz im Sprint und den 103. Rang über 10 km Freistil. Bei den Olympischen Winterspielen 2014 in Sotschi belegte sie den 73. Platz über 10 km klassisch. Im Februar 2015 errang sie bei den nordischen Skiweltmeisterschaften in Falun den 88. Platz im Sprint. Bei den nordischen Skiweltmeisterschaften 2017 in Lahti kam sie auf den 101. Platz im Sprint. Letztmals international startete sie bei den nordischen Skiweltmeisterschaften 2021 in Oberstdorf. Dort belegte sie den 112. Platz über 10 km Freistil und den 105. Rang im Sprint.